# Mudrovce
Mudrovce é um município da Eslováquia, situado no distrito de Košice-okolie, na região de Košice. Tem 5,89 km² de área e sua população em 2018 foi estimada em 67 habitantes.

## Demografia
| Ano:        | 1994 | 2004   | 2014 | 2024    |
| ----------- | ---- | ------ | ---- | ------- |
| Broj ljudi: | 75   | 80     | 76   | 64      |
| Razlika:    |      | +6,66% | -5%  | -15,78% |

| Ano:               | 2023 | 2024   |
| ------------------ | ---- | ------ |
| Número de pessoas: | 62   | 64     |
| Diferença:         |      | +3,22% |